# GLOBE
GLOBE (Global Learning and Observation to Benefit the Environment) je mezinárodní vzdělávací program, ve kterém žáci zkoumají přírodu a aktivně zlepšují životní prostředí (nejen) v okolí své školy.
GLOBE využívá osvědčených metod badatelsky orientovaného vyučování. Žáci trénují výzkumné dovednosti, které využívají při realizaci vlastních terénních badatelských projektů. Na výzkum navazují konkrétní akce na zlepšení životního prostředí v okolí školy. O svých aktivitách a zjištěních žáci informují místní veřejnost. Své výstupy sdílejí v mezinárodní databázi na www.globe.gov, kde jsou k dispozici všem.

## Typy bádání

### Meteorologie
V meteorologii žáci pravidelně sledují momentální stav atmosféry v okolí své školy a měří ukazatele jako je teplota vzduchu, vlhkost vzduchu, množství dešťových a sněhových srážek nebo kyselost srážek. Všímají si také oblačnosti, pozorují a dokumentují typy mraků, zajímají se o kondenzační stopy za letadly, přízemní ozon či aerosoly. Naměřená data dávají do souvislostí mezi sebou navzájem i s dalšími jevy, neboť v meteorologii zvláště platí, že vše souvisí se vším.

### Hydrologie
Vlastnosti vody žáci sledují obvykle opakovaně v průběhu celého roku, nejlépe každý týden až měsíc. Zajímá je průhlednost a teplota vody, kyselost (pH), vodivost, obsah některých látek ve vodě – dusičnany a dusitany, alkalinita, rozpuštěný kyslík. Na jaře a na podzim si měření žáci oživí biologickým průzkumem výskytu bezobratlých živočichů.

### Pedologie
Vlastnosti půdy žáci sledují obvykle každý pracovní den. Měří se teplota, PH a vlhkost půdy.